# 馬納卡普魯
03°17′59″S 60°37′14″W / 3.29972°S 60.62056°W

馬納卡普魯（葡萄牙語：Manacapuru）是巴西的城鎮，位於該國北部，由亞馬遜州負責管轄，始建於1932年7月16日，面積7,329平方公里，海拔高度60米，2014年人口92,996，人口密度每平方公里12.69人。